# Camp Blood 4
Camp Blood 4 ist ein US-amerikanischer Slasher-Film von Regisseur Dustin Ferguson aus dem Jahr 2016. Es handelt sich um den insgesamt fünften Teil der Camp-Blood-Filmreihe. Da der Film Within the Woods (2005) jedoch eine Art Spin-off darstellen soll, wird dieser als vierter Teil bezeichnet. Er wurde zusammen mit dem Nachfolger Camp Blood 5 gedreht, beide Filme bauen aufeinander auf.

## Handlung
Ein unbekanntes Pärchen wird beim Zelten auf dem Gelände des ehemaligen Camp Black Tree, heute Camp Blood ermordet.
Eine Gruppe von Metal-Fans ist unterwegs zum Konzert ihrer Lieblingsband. Unterwegs wollen sie im Camp Blood kampieren. Die Warnungen der Dorfbewohner schlagen sie in den Wind. Im Auto fragt eines der Mädchen nach, was es mit dem Camp auf sich hat. Einer der Jungen erzählt es ihr. Währenddessen sind Ausschnitte aus Camp Blood: First Slaughter zu sehen. Am Camp angekommen schlagen sie ihre Zelte auf. Einer nach dem anderen wird ermordet, bis Raven den Mörder konfrontiert. Es handelt sich um Michael, ihren Exfreund, der einen anderen aus der Gruppe bestochen hat, sie hierher zu locken. Er hofft so, Raven zurückzugewinnen, wenn erst einmal alle aus dem Weg geräumt sind. Als er auf Raven zugeht, wird er vom wahren Camp-Blood-Killer ermordet.

## Hintergrund
Sowohl Teil 4 als auch Teil 5 wurden kostengünstig produziert. Beide Filme wurden mit Füllmaterial auf Spielfilmlänge gebracht. Teil 4 enthielt alle Morde aus dem Vorgänger Camp Blood: First Slaughter. Daneben gibt es noch einige langgezogene Spaziergänge und Autofahrten, während die eigentliche Handlung gerade einmal 20 Minuten einnimmt. Ebenfalls lief der Abspann fast 10 Minuten.
Der Film erschien am 21. Februar 2016 in den Vereinigten Staaten als DVD-Premiere. In Deutschland erschien keine Synchronfassung. Erstmals veröffentlicht wurde der Film dort als Mediabook von WMM am 29. Oktober 2021 in der Reihe Super Spooky Stories zusammen mit den Teilen 1 bis 6 (ohne Within the Woods). Die DVD enthält nur die englische Tonspur mit deutschen Untertiteln.

## Rezeption
Der Film wurde generell schlecht bewertet.